# Suka Negeri (Pardasuka)
Suka Negeri is een bestuurslaag in het regentschap Pringsewu van de provincie Lampung, Indonesië. Suka Negeri telt 439 inwoners (volkstelling 2010).